# Медаль «За Американскую кампанию»
Медаль «За Американскую кампанию» (англ. American Campaign medal) — военная награда США, учреждена 6 ноября 1942 года. Разработана Геральдическим отделом Вооружённых сил США.
Медалью награждались те военнослужащие армии США, кто в период с 7 декабря 1941 года по 2 марта 1946 года служил на суше, кораблях на территории Соединенных Штатов или в течение 30 дней за её пределами и участвовал в боевых действиях.

## Описание
Аверс: Изображение крейсера, бомбардировщика Б-24 и повреждённой подводной лодки. Сверху по окружности надпись: «AMERICAN CAMPAIGN» (Американская кампания).
Реверс: Рельефное изображение орла со сложенными крыльями. Слева даты: «1941—1945», справа надпись: «UNITED STATES OF AMERICA» (Соединённые Штаты Америки).
Бронза. Диаметр 32 мм.
Лента шириной 36 мм голубого цвета с узкими белыми, черными, красными, белыми полосками.